# Сєверо-Плетньовське сільське поселення
Сє́веро-Плетньо́вське сільське поселення (рос. Северо-Плетнёвское сельское поселение) — муніципальне утворення у складі Юргінського району Тюменської області, Росія.
Адміністративний центр — село Сєверо-Плетньово.

## Історія
2004 року була ліквідована Соколовська сільська рада (присілки Андрієва, Мітлякова, Одіна, Соколова, Суботина), територія увійшла до складу Сєверо-Плетньовського сільського поселення. 2004 року був ліквідований присілок Заозеро, 2016 року — присілок Мітлякова.

## Населення
Населення — 1151 особа (2020; 1183 у 2018, 1386 у 2010, 1525 у 2002).

## Склад
До складу поселення входять такі населені пункти:
| Населений пункт        | Населення, осіб (2002) | Населення, осіб (2010) |
| ---------------------- | ---------------------- | ---------------------- |
| Андрієва, присілок     | 19                     | 19                     |
| Бельховка, присілок    | 215                    | 164                    |
| Заозеро, присілок      | 0                      | -                      |
| Мітлякова, присілок    | 1                      | 0                      |
| Одіна, присілок        | 62                     | 17                     |
| Сєверо-Плетньово, село | 1021                   | 1016                   |
| Соколова, присілок     | 165                    | 139                    |
| Суботина, присілок     | 42                     | 31                     |